# Cyril Ong
Pour les articles homonymes, voir Cyril et Ong.
Cyril Ong, né le 30 mai 1972 à Bondy (Seine-Saint-Denis), est un entraîneur français de volley-ball.
Il est l'actuel entraîneur adjoint de l'équipe de France féminine.

## Biographie
Natif de Bondy, il commence à jouer au volley-ball sur le tard, à l'âge de 16 ans, après avoir pratiquer le handball. Sa relation avec le volley s'effectue par le biais de son père, alors joueur. Il devient par la suite entraîneur de jeunes au sein du club de Bondy en étant dans le même temps étudiant en Staps. Puis sa progression lui fait gravir les échelons les uns après les autres (Division Régionale, Nationale 3, Nationale 2 à Nanterre. Nationale 1, Championnat Élite et Ligue A avec le CSM Clamart),.
En 2011, il s'engage au Béziers Volley, avec lequel il parvient en finale du Championnat de France lors de la saison 2012-2013, battu par le Racing Club de Cannes. Avec le club biterrois, il est aussi finaliste de la Coupe de France en 2017 et 2018. En avril 2018 et après sept années de collaboration, il annonce son départ du club, celui-ci n’ayant pas les moyens financiers de le reconduire dans ses fonctions. Un mois plus tard, son aventure dans l'Hérault se termine sur un historique titre de champion de France, le premier remporté par le club. 
A l'intersaison 2018, il s'engage avec le Volley-Ball Nantes où il succède à Sylvain Quinquis, ami depuis 20 ans devenu manager du club. Dès son arrivée, son intégration est également favorisée par la présence de Marion Gauthier-Rat et Odette Ndoye, deux joueuses connues et entraînées au CSM Clamart. A l'issue de sa première saison, il parvient en finale de la Ligue AF et de la Coupe de France. En 2021, il prolonge son contrat de deux saisons supplémentaires avec le club nantais, soit jusqu’en 2023 et intègre également le staff de l'équipe de France féminine en tant qu'adjoint d’Émile Rousseaux : « Je suis venu plusieurs fois sur des stages de l’équipe de France, j’ai même participé à certains entraînements à la demande d’Émile, avec lequel, de fil en aiguille, nous avons noué un bon feeling. Le fait de le rejoindre dans le staff des Bleues me permet de concrétiser le travail que j’ai fait avec certaines joueuses auparavant et m’offre l’opportunité de vivre une expérience internationale, j’en suis très heureux ».
Le 31 mars 2023, il est démis de ses fonctions d'entraîneur du club nantais avant le dernier match de la saison régulière et est remplacé par son prédécesseur Sylvain Quinquis.

## Palmarès

### En club
- Championnat de France (1) :
  - Vainqueur en 2018.
  - Finaliste en 2013 et 2019.

- Coupe de France :
  - Finaliste en 2017, 2018 et 2019.

### En sélection
- Ligue européenne (1) :
  - Vainqueur en 2022 (adjoint)[7].

- Tournoi de France (amical) : 
  - Finaliste en 2022 (adjoint).